# Maytenus polyacantha
Maytenus polyacantha là một loài thực vật có hoa trong họ Dây gối. Loài này được (Sond.) Marais mô tả khoa học đầu tiên năm 1960.